# Rudolf Reutlinger
Rudolf Reutlinger (* 22. November 1921 in St. Gallen; † 18. Januar 2004 in Herisau; heimatberechtigt in Zürich) war ein Schweizer Jurist und Regierungsrat aus dem Kanton Appenzell Ausserrhoden.

## Leben
Rudolf Reutlinger war ein Sohn von Viktor Alfred Reutlinger, Zahnarzt, und Frieda Berta Kugler. Nach dem Abschluss der Kantonsschule St. Gallen studierte er Staats- und Rechtswissenschaften in St. Gallen, Bern, Genf und Neuenburg. Im Jahr 1946 erwarb er den Doktortitel in Staatswissenschaften (Dr. rer. pol.) und im Jahr 1950 in Rechtswissenschaften (Dr. iur.). Von 1949 bis 1994 hatte er ein Anwaltsbüro in Herisau.
Von 1949 bis 1964 arbeitete er als Ratschreiber des Kantons Appenzell Ausserrhoden. Ab 1966 bis 1986 amtierte er als Regierungsrat, von den Jungliberalen portiert. In dieser Funktion stand er von 1966 bis 1973 der Erziehungs- und Militärdirektion, ab 1973 bis 1978 der Justizdirektion, ab 1978 bis 1982 der Sanitäts- und Militärdirektion und von 1982 bis 1986 der Volkswirtschafts- und Militärdirektion vor. In den Jahren 1981 bis 1984 hatte er das Amt des Landammanns inne.
Von 1985 bis 1989 präsidierte Reutlinger die Appenzeller Bahnen. Ab 1975 bis 1990 sass er im Verwaltungsrat der St. Gallisch-Appenzellischen Kraftwerke. Er war Präsident der Bertold-Suhner-Stiftung und der Schwänberg-Stiftung und fungierte als Mitinitiant des neuen Schwimmbads und des Robert-Walser-Brunnens in Herisau sowie 1963 der Stiftung Pro Appenzell.